# 幸福な朝食 退屈な夕食
「幸福な朝食 退屈な夕食」（こうふくなちょうしょく たいくつなゆうしょく）は、斉藤和義14作目のシングル。1997年4月9日にファンハウスから発売された。

## 解説
表題曲はアルバム「ジレンマ」からのシングルカットであるが、東宝配給映画『ゴールデンスランバー』エンディングテーマに起用され、再録された（オリジナルサウンドトラック収録）。
作家の伊坂幸太郎は会社勤めをしながら小説を書いていた際、通勤中に本作を聴き退職を決意、執筆活動に専念することにしたと語っている。そして本作発表から10年を経た2007年に、伊坂は斉藤とコラボレーションする。

## 収録曲
全曲　作詞・作曲・編曲:斉藤和義
1. 幸福な朝食 退屈な夕食
ストリングス・アレンジ：片山敦夫・溝口肇
2. ウナナナ